# Brooke Francis
Brooke Francis (nacida Brooke Donoghue, Hamilton, 6 de enero de 1995) es una deportista neozelandesa que compite en remo.
Participó en dos Juegos Olímpicos de Verano, obteniendo dos medallas, plata en 2020 y oro en París 2024, ambas en la prueba de doble scull.
Ganó tres medallas en el Campeonato Mundial de Remo entre los años 2017 y 2019.

## Palmarés internacional
| Juegos Olímpicos   | Juegos Olímpicos          | Juegos Olímpicos | Juegos Olímpicos |
| Año                | Lugar                     | Medalla          | Prueba           |
| ------------------ | ------------------------- | ---------------- | ---------------- |
| 2020               | Tokio (Japón)             | Medalla de plata | Doble scull      |
| 2024               | París (Francia)           | Medalla de oro   | Doble scull      |
| Campeonato Mundial |                           |                  |                  |
| Año                | Lugar                     | Medalla          | Prueba           |
| 2017               | Sarasota (Estados Unidos) | Medalla de oro   | Doble scull      |
| 2018               | Plovdiv (Bulgaria)        | Medalla de plata | Doble scull      |
| 2019               | Ottensheim (Austria)      | Medalla de oro   | Doble scull      |